# 플랑드르프랑세즈

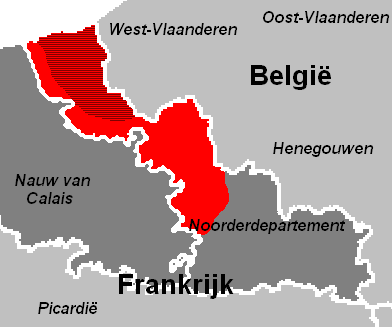

플랑드르프랑세즈(프랑스어: La Flandre française, 네덜란드어: Frans-Vlaanderen 프란스플란데런[*])는 과거 플란데런 백국의 지역이었던 곳 중 현재 프랑스 공화국에 속한 지역이다. 플란데런인이 주요 거주민족이며 언어로는 네덜란드어의 방언인 플란데런어가 사용된다. 오늘날의 오드프랑스 서북단, 프랑스와 벨기에의 접경지역에 해당한다.

## 같이 보기
- 부르고뉴령 네덜란드
- 프리슬란트인
- 네덜란드 17주
- 왈롱